# Källstorp, Svalövs kommun

Källstorp är en mindre by och en herrgård i Svalövs socken i Svalövs kommun belägen vid länsväg 106 mellan Svalöv och Kågeröd. Kjellstorp var en äldre stavning av detta byanamn. 
Källstorp är en mindre by som 1932 hade 4 jordbruksfastigheter varav det mesta hörde till Källtorps gård. liksom Skogsgård nr 1 gjorde.  Ägare 1932 var Nils Hagander. 1911 grundades ett bränneri AB Källstorp. Där fanns också ett tegelbruk och AB Källstorps bränntorvsfabrik grundad 1915, Svalövs kommun beskriver i översiktspan 2016 byn så här : Källstorp, intill Söderåsbanan och väg 10, består av 15 hus och har bussförbindelser men i övrigt ingen service.

## Källstorps gård
I Skånes småkuperade landskap ligger Källstorps gård.  Ägorna omfattar ca 76 ha med fördelning på 35 ha åker och bete, 32 ha skog samt resterande som tomtmark och övrig mark. Gården har anor från 1800-talet och har varit en växtodlingsgård med skogsbruk, med jakt och intäkter från uthyrningsverksamhet. 
Mangårdsbyggnaden uppfördes på 1850-talet, huset omfattar 555 kvm varav 482 kvm boarea fördelat på 15 rum. Runt bostadshuset finns den gamla parken kvar med uppvuxna vårdträd och anlagda gångar, rymliga gräsytor. Uthus med rättarbostad om ca 60 kvm. En naturstensladugård ingår. Vidare har gården en villa om ca 200 kvm på fristående fastighet. Skogsmarken är ädellövskog och betesmarker ingår. Källstorps gård är en av de största gårdarna i socknen. I samband med att Källstorps gård grundades lades Karatofta by ned.
Ägare av storgården 1932 var Nils Hagander. Arealen var då 135 hektar.Herrgården i byn skapades som plattgård under Axelvold ca 1850.

## Kommunikationer
Byn hade station på banan Malmö-Billesholm från 1886. Banan finns kvar och Godsstråket genom Skåne passerar samhället.

## Posthistoria
Kjellstorp startade 25 augusti 1895 som poststation. Fram till omkring 29 december 1929 var stavningen med E i Kjellstorp. Kjällstorp upphörde som poststation 31 december 1958. Kjellstorp/Kjällstorp har under sin verksamhet använt 4 olika typer av poststämplar.